# Наголоватки найм'якші
Наголоватки найм'якші (Jurinea mollissima) — вид рослин роду наголоватки.

## Ботанічний опис
Багаторічна рослина висотою 25–40 см, вся рослина м'яко та павутинисто запушена.
Суцвіття — кошики, обгортки вкриті павутинисто-повстяним запушенням.
Листки з ланцетно-лінійними частками.
Цвіте у травні-червні.

## Поширення в Україні
Вид зустрічається у Правобережному степу. Росте на вапнякових відслоненнях.